# Autoroute A3 (Grèce)
Pour les articles homonymes, voir A3 et Autoroute A3.
L'autoroute A3 (en grec moderne : Αυτοκινητόδρομος 3, Aftokinitódromos 3), ou autoroute de la Grèce centrale (Αυτοκινητόδρομος Κεντρικής Ελλάδας, Odos Kentrikís Elládas), est une autoroute à péage en Grèce,.

## Situation
L'autoroute A3 relie l'autoroute A1 près de Lamía à l'autoroute A2 près de Grevená, en passant par Kardítsa, Tríkala et Kalambáka.
Elle fait partie de la route européenne 65.

## Tracé
| Km     | Agglomérations lieux | Carte interactive |
| ------ | -------------------- | ----------------- |
| 0 km   | Lamía                |                   |
| 38 km  | Domokós              |                   |
| 70 km  | Sofádes              |                   |
| 79 km  | Kardítsa             |                   |
| 111 km | Tríkala              |                   |
| 129 km | Kalambáka            |                   |
| 175 km | Grevená              |                   |

## Galerie

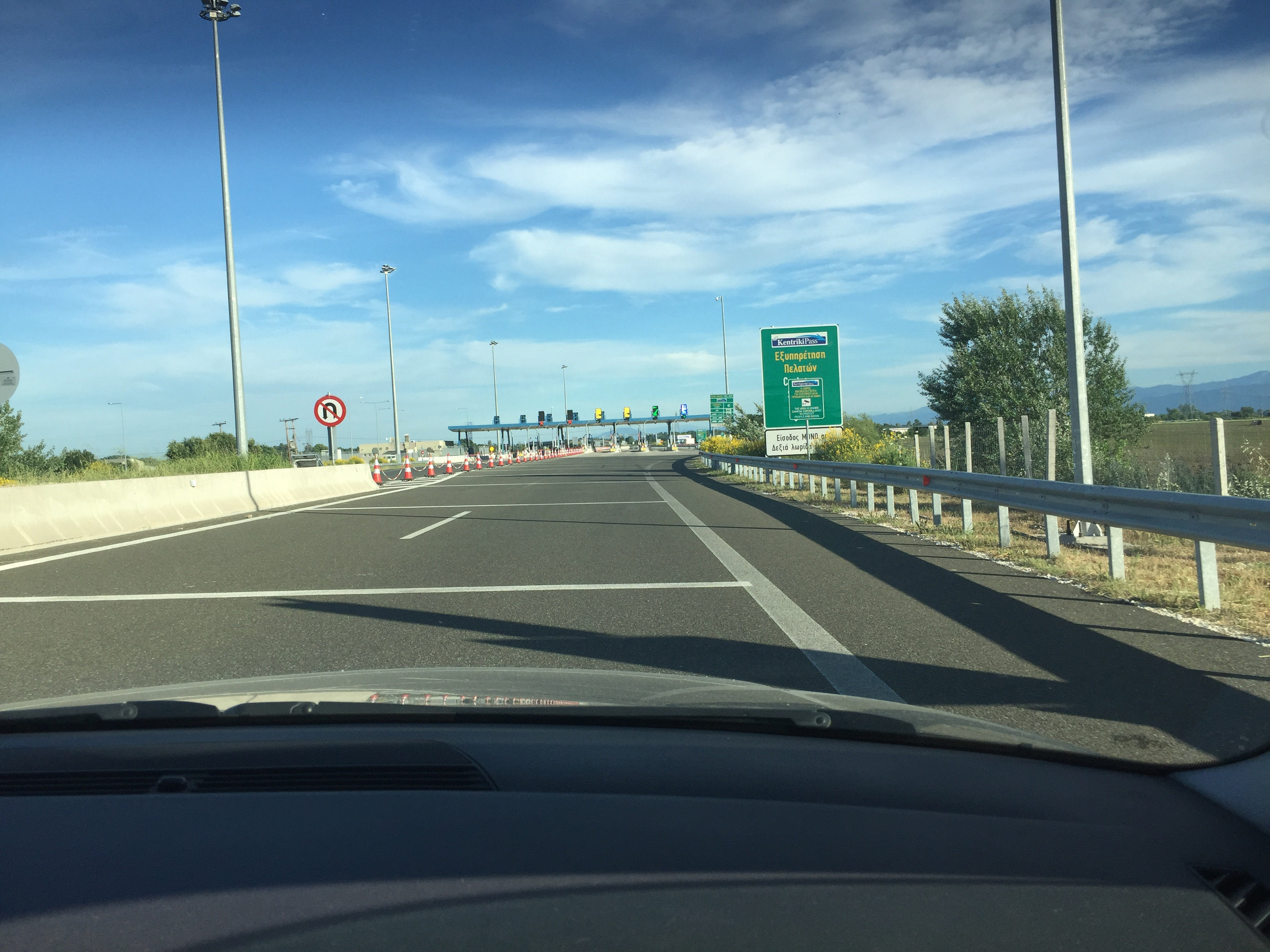
La A3 à Tríkala.
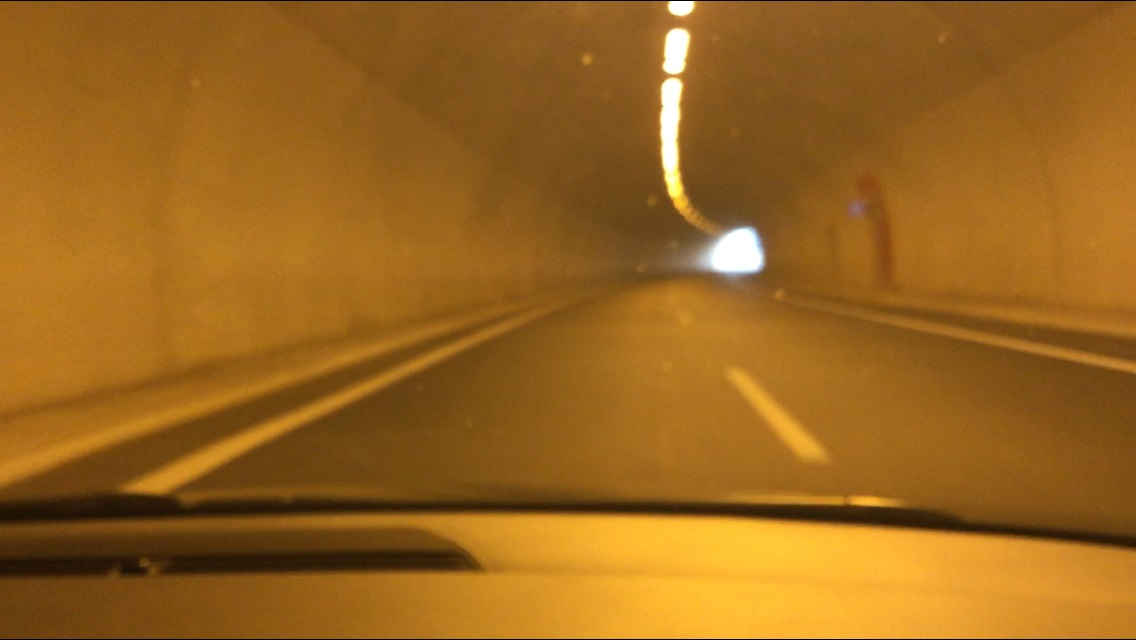
Tunnel de Pinneios.